# Федер (Белуно)
Федер (итал. Feder) је насеље у Италији у округу Белуно, региону Венето.
Према процени из 2011. у насељу је живело 144 становника. Насеље се налази на надморској висини од 1240 м.